# Fable (игра, 2004)
Fable — компьютерная игра в жанре Action/RPG для платформ Windows, Mac OS и Xbox, разработанная Lionhead Studios и Big Blue Box и изданная Microsoft Game Studios. Версия для Xbox вышла 14 сентября 2004 года и была благосклонно встречена критиками, которые одобрительно отозвались о геймплее и общем качестве игры, несмотря на то, что разработчикам пришлось отказаться от многого изначально обещанного главным дизайнером игры Питером Молиньё. Порт игры для Mac OS, был выпущен в марте 2008 года после более чем двухлетней задержки из-за проблем с лицензированием.
Дополненная версия игры: Fable: The Lost Chapters была выпущена на PC и Xbox в 2005 году.
В 2014 году вышло HD-переиздание игры с изменёнными интерфейсом и графикой — Fable Anniversary для Xbox 360 и PC.
В октябре 2008 года вышел сиквел Fable 2 только для Xbox 360.

## Игровой процесс
В игре мы управляем главным героем от третьего лица. Герой может взаимодействовать с объектами и другими персонажами. В битве он может использовать оружие ближнего и дальнего боя, магические заклинания. Также существует боевой множитель. С увеличением множителя увеличивается количество получаемого опыта. При получении урона боевой множитель значительно уменьшается.

### Персонализация
Особенностью Fable является персонализация главного героя — практически всё, что он делает, влияет на него в определённой мере. Например, обжорство (мясом и яблочными пирогами) приводит к ожирению. От повреждений в бою появляются шрамы. Избыточное пьянство приводит к морской болезни и тошноте.
Метод сражения оказывает влияние на навыки и внешний вид героя. Воин, использующий тяжёлое оружие, наращивает мышцы и телосложение, стрелок становится худым и высоким, у мага светятся ладони и могут проявиться голубые узоры.
Любая одежда, которую приобретает персонаж, будет влиять на игровые показатели. Его можно дополнительно персонализировать через различные карточки причёсок, бород и татуировок, которые дают широкий спектр внешних изменений. Одежда, причёска и татуировки персонажа влияют на отношение к нему неигровых персонажей.
Действия героя приносят ему очки за плохие и хорошие поступки. Убийство монстров или спасение крестьян прибавит очков в хорошую сторону. Совершение злодеяний, убийство невинных жертв, развод с супругой или насилие над ребёнком добавят вам очков зла. Это оказывает влияние не только на взаимодействие с другими персонажами, но и на внешний вид героя. У героя с высоким показателем очков в сторону добра постепенно появляется нимб над головой, вокруг него летают бабочки и волосы светлеют. У злого героя вырастают рога, от ног исходит красный дым, вокруг кружатся мухи, светятся красные глаза, также сам герой лысеет и выражение его лица становится злым.
Когда герой стареет, вне зависимости от того добрый он или злой, его волосы седеют. Чем чаще он тратит очки опыта на приобретение новых умений, тем старше он становится (примерно на 0,7 лет за одно умение).

### Недвижимость
Игрок может покупать недвижимость, обставлять её мебелью, (только в домах для которых не надо убивать горожан), а также жить в ней или сдавать в аренду. В каждом городе есть дом, который можно приобрести. Также можно убивать горожан, и дом убитого будет выставлен на продажу. Также можно позвать горожан с собой на другую локацию и оставить там — после возвращения Главного Героя дома этих горожан будут выставлены на продажу. Купив дом, игрок может его улучшить и поместить боевые трофеи на стену, чтобы увеличить цену дома; это особенно полезно, если вы хотите сдавать дом в аренду.

### Опыт и повышение уровня
На протяжении игры игрок получает очки опыта. Они делятся на следующие категории: общий опыт, опыт силы, опыт навыков и магический опыт.
Очки общего опыта можно потратить на приобретение умений из любой категории.

### Одежда
Главным фактором защиты в игре является одежда, которую герой покупает или ворует (если есть такое умение) и носит. Кроме защиты одежда оказывает влияние на отношение к нему неигровых персонажей. Светлая одежда делает героя более благородным в глазах горожан, и, таким образом, они уважают и восхищаются им. Тёмная одежда делает героя похожим на злого и опасного, поэтому жители городов его боятся. В начале выполнения гильдейских миссий можно выбрать условие прохождения «Без одежды», по факту только в трусах, но в награду получить больше золота. Также одежда снижает получаемый урон.

### Оружие
Даже если игрок решил обращать больше внимания на развитие магических способностей героя, нежели на ближний бой, никакому Герою не обойтись без оружия. От того, каким оружием Герой наносит удар, напрямую зависит урон. Ближнее оружие начинается с палки и простого железного меча и заканчивается легендарной Слезой Аво или Мечом Веков. От материала, из которого было сделано оружие, зависит наносимый урон. В игре существует четыре вида материалов: железо, сталь, обсидиан и неизвестный материал, оружие из которого именуют Мастерским, хотя самым сильным оружием по праву считается Легендарное. Луки и арбалеты менее распространены, однако тоже бывают и из дешёвых сортов дерева, таких как тис и дуб, и изготовленные из дорогого эбена.
Также любое оружие, кроме легендарного, можно улучшить с помощью магического модификатора — небольшого камешка, заключающего в себе магическую сущность, который инкрустируется в оружие, от чего у последнего появляются дополнительные полезные свойства. Например, меч, к которому прикреплен модификатор «Пламя», будет при ударе обжигать врагов огнём, а более продвинутые печати могут даже медленно восстанавливать владельцу здоровье и ману. Но встречаются такие модификаторы очень редко и стоят огромных денег, хотя можно найти модификатор в сундуке. Модификатор вставляется навсегда, это необратимо, и у любого оружия ограниченное число ячеек для них, поэтому пользоваться ими нужно с умом.

### Приятные мелочи
В течение игры герой может непрестанно бороться с врагами, а может и заняться поиском кладов или сесть на берегу озера и поудить рыбу. Процесс вылавливания рыбы представлен в виде мини-игры. Игроку представляется возможность поучаствовать в чемпионате по рыбной ловле, где можно выиграть чемпионскую удочку. Кроме рыбы, в местах, где вода пузырится, вылавливаются деньги, зелья и серебряные ключи. Собственно рыбу можно поймать в любой луже, но лучше искать круги на
воде — так можно получить ключи, ботинки и даже эликсиры жизни. Можно попробовать себя в кулачных боях и, выигрывая поединки в одном городе за другим, выиграть чемпионское звание.
Также можно попробовать найти ответы на загадки Дверей Демонов. Двери Демонов — это древние мистические двери, умеющие разговаривать. Если игрок выполнит задание Двери Демонов, то ему откроется проход в локацию, в которой лежат ценные (или бесполезные) вещи. Некоторые сундуки открываются с помощью определённого количества серебряных ключей. Чем больше ключей нужно, чтобы отпереть сундук, тем более ценная вещь там лежит. Ключи можно выкопать, выловить или найти в обычных сундуках, они не исчезают после использования.

### Двери Демонов
В игре можно встретить каменные лица бородачей — это и есть Двери Демонов/Демонические двери. За каждой дверью находится скрытая локация, в которой можно найти очень ценные вещи. Некоторые двери являются обязательными для прохождения, как, например, дверь на Мертвецком поле (англ. Lychfield Graveyard). За право прохода дверь попросит вас кое-что выполнить. Это является обязательным условием прохождения.

### Серебряные ключи
Эти ключи спрятаны в разных регионах Альбиона. С их помощью можно открыть специальные сундуки, в которых находятся ценные вещи. Чем больше нужно ключей, чтобы открыть сундук, тем более ценная вещь находится в нём. Всего таких ключей имеется тридцать. После открытия сундука они остаются, их можно будет использовать и для других сундуков.

## Разработка
Fable стала первой игрой, разработанной студией Big Blue Box. В начале разработки Fable сменила много названий, в том числе Wishworld и Project Ego.
На создание игры ушло около четырёх лет, над ней работало около 70 разработчиков. Основная идеей разработчиков было создать такую игру, в которой внешний вид героя отражал бы его опыт, а мир — действия игрока.
В превью Fable критики отмечали, что абсурдный юмор и атмосфера игры, которую GamePro называли «фэнтези Терри Пратчетта или Пирса Энтони», сильно отличалась от ролевых игр того времени.

## Оценки
| Сводный рейтинг | Сводный рейтинг | Сводный рейтинг                     | Сводный рейтинг |
| Издание         | Оценка          | Оценка                              | Оценка          |
| Издание         | PC              | Xbox                                | Xbox 360        |
| --------------- | --------------- | ----------------------------------- | --------------- |
| GameRankings    | 83,31 %         | 85,28 % 83,48 % (The Lost Chapters) | 68,31 %         |
| Metacritic      | N/A             | 85/100                              | N/A             |

Летом 2018 года, благодаря уязвимости в защите Steam Web API, стало известно, что точное количество пользователей сервиса Steam, которые играли в Fable Anniversary хотя бы один раз, составляет 582 271 человек.